# Вайонг
Вайонг — город на побережье Нового Южного Уэльса. Расположен в 89 км к северо-востоку от Сиднея. Основан в 1888 году. Является административным центром Вайонгшира.

## История
Вайонг расположен на землях австралийских аборигенов племени Darkinjung. В переводе с их языка, Вайонг означает «место проточной воды». Уильям Кэйп был первым европейцем, поселившимся в этом районе и принёсшим в эти места крупный рогатый скот и овец. Это было в 1825 году.

## Развитие
Завершение шоссе F3 Freeway сократило время пути от Сиднея до Вайонга на 1 час 40 минут. Вайонг обслуживает железнодорожная станция на City Rail..